# Calycobolus emarginatus
Calycobolus emarginatus är en vindeväxtart som beskrevs av Carl Ludwig von Willdenow. Calycobolus emarginatus ingår i släktet Calycobolus och familjen vindeväxter. Inga underarter finns listade i Catalogue of Life.